# La Isabela
La Isabela fue una villa fundada por Cristóbal Colón en 1494 durante su Segundo Viaje, situada en la provincia de Puerto Plata, República Dominicana. 
Se trató de la primera población establecida por los españoles en América, tras el malogrado fuerte Navidad. 
Sus restos se encuentran en el Parque Nacional Histórico La Isabela. 
Tanto la primera como la última población de fundación española en América y Asia comparten nombre; La Isabela por Isabel la Católica e Isabela (1848) por Isabel II de Borbón en Basilan, Filipinas.

## Historia

### Fundación durante el Segundo Viaje (1494)
El fuerte Navidad, primer establecimiento en La Española y América, fue fundado en 1492 durante el Primer Viaje para acoger a la tripulación de La Santa María, que no podía regresar a España por haber quedado el barco encallado. Al regresar Colón en el gran Segundo Viaje con más de quince embarcaciones, todos sus habitantes habían sido asesinados, pese a haber establecido una alianza con el cacique taíno Guacanagarí de la región. Dando el emplazamiento por imposible, la primera población propiamente dicha se fundó mucho más al este de La Española, en lo lo que consideraban Las Indias en Asia.  

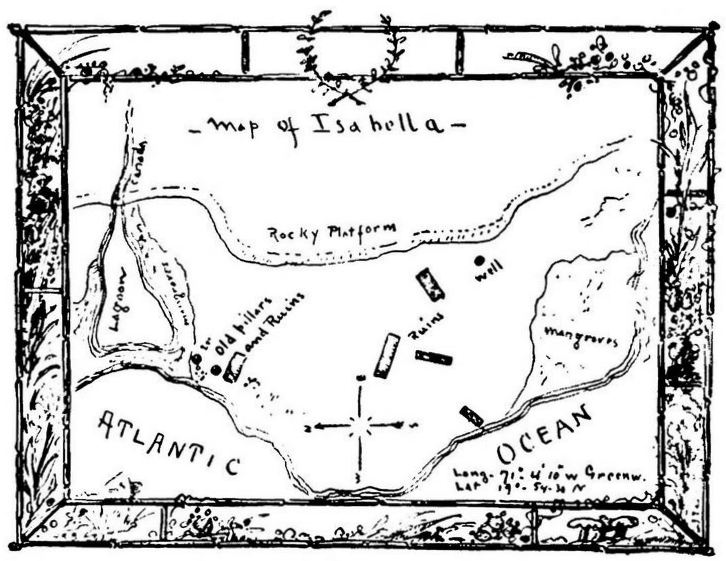
Mapa de las ruinas de la Isabela publicado en 1893.

El lugar elegido fue la que desemboca del río llamado Bajabonico por los españoles. La construcción comenzó a finales de diciembre de 1493 y la villa fue inaugurada el 6 de enero de 1494 con el nombre de Isabela, en honor de la reina Isabel La Católica. Su primer alcalde, nombrado por Colón y ratificado por los reyes, fue Antonio de Torres. La ciudad fue una mezcla de puerto, astillero, aduana y almacén, a través de la cual se canalizaba todo el tráfico entre la isla y España.
La Isabela se compuso de varios edificios principales de piedra y una mayoría de chozas de madera. Según el cronista Bartolomé de las Casas:

"Dice aquí el Almirante que (...) hobo por alí muy buena piedra de cantería, y tierra buena para ladrillo y teja (...) dióse grandísima prisa (...) en edificar luego casa para los bastimientos y municiones del armada, e iglesia y hospital, y para su morada [de Cristóbal Colón] una casa fuerte, según se pudo hacer; y repartió solares, ordenando sus calles y plaza, y avecindáronse las personas principales, y manda que cada uno haga su casa como mejor pudiere; las casas públicas se hicieron de piedra, las demás cada uno hacía de madera y paja, y como hacerse podía."
Bartolomé de las Casas, Historia de las Indias (ed. M. Ginesta, 1875, vol. 2, p.21)

La Isabela fue golpeada por dos de los primeros huracanes observados por los europeos en 1494 y 1495. El hambre y las enfermedades diezmaron a los pobladores, entre los que además cundió el descontento por las escasas riquezas encontradas en la isla y la política autocrática de la familia Colón. En una ocasión un grupo de colonos, liderados por Bernal Díaz de Pisa, intentó capturar varias naves para regresar a España. 
La Isabela a duras penas sobrevivió hasta 1496 cuando Colón regresó a España y su hermano Bartolomé fundó un nuevo asentamiento en el sur de la isla: Santo Domingo. En la Isabela se produjo entonces una sublevación liderada por Francisco Roldán, que triunfó y en 1498 consiguió de Colón numerosas concesiones. Por otra parte, el hallazgo de oro en La Vega llevó a la mayoría de los conquistadores a emigrar allí. Para el año 1500 la Isabela había quedado abandonada, ocupada solo por una población residual.
La primera misa en América fue concelebrada en La Isabela el 6 de enero de 1494, en la solemnidad de la Epifanía, por el padre Bernardo Boyl y otros doce sacerdotes que llegaron junto con Cristóbal Colón en su segundo viaje. Todavía pueden apreciarse las ruinas de esta primera iglesia fundada en el Nuevo Mundo.

### Declive y abandono (1500)
A partir de 1496 sus habitantes empezaron a emigrar a otras partes de la isla, especialmente a Santo Domingo. Para 1500 había sido abandonada por completo. 

### Hallazgo (sigloXX)
En los siglos siguientes la villa cayó en el olvido hasta que, con motivo de la celebración del IV Centenario del Descubrimiento de América en 1892, se publicaron varias noticias sobre ella y relatos de viajes a sus ruinas. A mediados del siglo XX comenzaron las primeras de una serie de excavaciones arqueológicas que han ido revelando información sobre los edificios y los pobladores de la villa. En paralelo, las ruinas fueron sufriendo graves daños por parte de cazatesoros y de intervenciones desacertadas de las administraciones públicas.

## Parque Nacional Histórico La Isabela
Hoy día las ruinas de la Isabela son un Parque Arqueológico muy cercano a la comunidad El Castillo / La Isabela Histórica, municipio de Luperón, provincia de Puerto Plata, República Dominicana.
En el complejo arqueológico de la Isabela se distinguen actualmente cuatro áreas:
1. "El Castillo", núcleo principal.
2. "Las Coles", zona agrícola, ganadera y artesanal junto a la desembocadura del río Bajabonico.
3. Un área de canteras, de donde se extrajo la piedra para las edificaciones.
4. El puerto-astillero.

El Castillo era el núcleo principal de la villa. Estaba fortificado con un muro de piedra. De él se conservan los cimientos de piedra de varias edificaciones: la casa de Cristóbal Colón, la iglesia con su cementerio, un almacén real o alhóndiga, un "polvorín" y una torre de la muralla. Los restos mejor conservados son los de la casa de Colón, cuyos muros sobresalen unos 60 cm del suelo.
Del puerto-astillero no queda rastro alguno. Se cree que podría haber estado situado en la playa a los pies de la alhóndiga.